# Ward Beysen
Eduard Marie August (Ward) Beysen (Mortsel, 26 juni 1941 - Antwerpen, 14 januari 2005) was een Belgisch liberaal politicus.

## Biografie
Ward Beysen liep middelbare school in het Koninklijk Atheneum te Berchem en behaalde zijn diploma regent Nederlands-geschiedenis aan de Rijksnormaalschool in Lier in 1963. Hij was een tijdlang leraar Nederlands-Engels aan verschillende athenea in het Antwerpse. Ook was hij van 1971 tot 1975 pedagogisch raadgever van de Liberale Federatie van Jeugdhuizen, van 1975 tot 1979 inspecteur bij het ministerie voor Nederlandse Cultuur, reclameadviseur en zaakvoerder van een reclamebureau.
Beysen werd politiek actief bij de Partij voor Vrijheid en Vooruitgang (PVV). Van 1965 tot 1970 was hij voorzitter van de PVV-Jongeren van Wilrijk en van 1968 tot 1973 was hij voorzitter van de PVV-Jongeren van het arrondissement Antwerpen. Tevens was hij van 1972 tot 1974 penningmeester van het Liberaal Vlaams Verbond en van 1977 tot 1981 voorzitter van de PVV-afdeling van het arrondissement Antwerpen.
Van 1974 tot 1981 was hij provincieraadslid van Antwerpen, van 1989 tot 2000 gemeenteraadslid van Antwerpen en van 1981 tot 1995 lid van de Kamer van volksvertegenwoordigers voor het kiesarrondissement Antwerpen. In de Kamer was hij van 1985 tot 1988 fractievoorzitter van de PVV. Van februari tot oktober 1988 was hij enkele maanden Gemeenschapsminister van Binnenlandse Aangelegenheden en Ruimtelijke Ordening in de Vlaamse regering Geens III. In de periode december 1981-mei 1995 had hij als gevolg van het toen bestaande dubbelmandaat ook zitting in de Vlaamse Raad. De Vlaamse Raad was vanaf 21 oktober 1980 de opvolger van de Cultuurraad voor de Nederlandse Cultuurgemeenschap, die op 7 december 1971 werd geïnstalleerd, en was de voorloper van het huidige Vlaams Parlement. Van oktober 1984 tot oktober 1985 zat hij er de PVV-fractie voor. Van oktober 1992 tot mei 1995 maakte hij als secretaris deel uit van het Bureau (dagelijks bestuur) van de Vlaamse Raad. Bij de eerste rechtstreekse verkiezingen voor het Vlaams Parlement van 21 mei 1995 werd hij verkozen in de kiesarrondissement Antwerpen. Hij bleef Vlaams Parlementslid tot juli 1999, waarna hij de overstap maakte naar het Europees Parlement, waar hij zetelde tot in 2004. Hij bleef van mei 1995 tot juli 1999 als secretaris deel uitmaken van het Bureau (dagelijks bestuur) van het Vlaams Parlement.
In de jaren 1990 werd de PVV omgevormd tot de VLD, en Ward Beysen ging mee. Hij had altijd al aangedrongen op een rechtsere koers van zijn partij, zowel in de PVV als in de VLD. Hij kreeg echter het meeste bekendheid door zijn reactie op de opkomst van het Vlaams Blok in Antwerpen. In 1991 trok hij naar de kiezer met de slogan "Het belangrijkste land is het binnenland", wat door sommigen als een parafrase werd gezien op de Vlaams-Blokslogan "Eigen volk eerst". Bij de Antwerpse gemeenteraadsverkiezingen van 1994 hield Ward Beysen als lijsttrekker voor de VLD een opvallende campagne waarin veiligheidsthema's centraal stonden. Door het uitspelen van de thema's waarop het Vlaams Blok groot was geworden, trachtte Ward Beysen kiezers van het Vlaams Blok terug te winnen. Het resultaat was teleurstellend: de VLD behaalde bij deze gemeenteraadsverkiezingen een slecht resultaat, het Vlaams Blok werd veruit de grootste partij. Buiten, maar ook binnen zijn eigen partij, kreeg Ward Beysen de kritiek het Blok achterna te hollen en in die periode werd hem de bijnaam 'Zwarte Beysen' gegeven. Vanaf dan verzuurde de relatie van Ward Beysen met de partij. Op lokaal vlak uitte Ward Beysen voortdurend harde kritiek op het Antwerpse schepencollege, waarin ook de VLD vertegenwoordigd was. Op nationaal vlak zag Ward Beysen hoe de VLD meer en meer een centrum- tot zelfs centrumlinkse partij werd. Hij kwam daarbij herhaaldelijk in botsing met toenmalig partijvoorzitter Karel De Gucht.
De controversiële stellingen van Ward Beysen en de felle oppositie die hij voerde in de eigen partij, eisten hun tol. Voor de gemeenteraadsverkiezingen van 2000 werd niet hij maar Leo Delwaide als lijsttrekker aangesteld. Toen hij zich in 2000 kandidaat stelde voor het voorzitterschap van de Antwerpse Hogeschool, ontstond een golf van studentenprotest, waarbij zelfs de departementshoofden Beysen verzochten zijn kandidatuur in te trekken, wat hij onder grote druk uiteindelijk ook deed. In 2001 begon Ward Beysen openlijk te pleiten voor het oprichten van een grote, rechtse Vlaamse partij samen met het Vlaams Blok. De confrontatie met de VLD-partijtop was nu openlijk. Toen duidelijk werd dat hij niet meer hoefde te rekenen op een verlenging van zijn Europese mandaat, richtte Ward Beysen in januari 2003 een nieuwe partij op: het Liberaal Appèl. Deze nieuwe partij kon echter niet doorbreken bij de federale verkiezingen van 2003 en behaalde in de Antwerpse provincie amper 1,21 procent. Na deze verkiezingen verloor Ward Beysen zijn politieke marktwaarde. De VLD negeerde hem nu hij geen echte bedreiging was gebleken. Hij kon Hugo Coveliers, een andere dissident binnen de VLD, niet overtuigen om tot het Liberaal Appèl toe te treden. En Filip Dewinter wilde hem geen plaats geven op de Europese lijst van het Vlaams Belang. Voor de Vlaamse verkiezingen van 2004 vond hij dan ook onvoldoende steun en het Liberaal Appèl sloeg deze verkiezingen over.
Ward Beysen was zeer actief binnen de Vrijmetselarij als lid van de Antwerpse vrijmetselaarsloge "De Geuzen". Hij was een hevige verdediger van het Rijksonderwijs (vandaag Gemeenschapsonderwijs), tegen een aantal liberale topfiguren in en schreef er een boek over. Beysen schreef ook boeken over de Antwerpse wijk 'Het Eilandje' en over streekeigen bieren.
Op 14 januari 2005 pleegde Ward Beysen zelfmoord. Zijn levenloze lichaam werd een dag later teruggevonden in de parkvijver van Fort 6 in Wilrijk. Naar verluidt was Beysen de laatste tijd erg depressief geweest, mogelijk doordat zijn Liberaal Appèl weinig succes kende. Hij werd opgevolgd als voorzitter van het Liberaal Appèl door Jacques Kerremans. De afscheidsplechtigheid vond plaats in de aula van het Antwerpse crematorium, zijn as werd uitgestrooid in het Wilrijkse Steytelinckpark. Sprekers waren onder andere Willy De Clercq en Walter Proost.

## Uitspraak
uitspraakⓘ
- International Standard Name Identifier: 0000 0003 9593 0499
- Nederlandse Thesaurus van Auteursnamen: 069162751
- Virtual International Authority File: 290777264
- WorldCat: E39PBJcc7yqRWRJ8x8rQqgCG73